# Conflit inter-yéménite de 1979
Ne doit pas être confondu avec le conflit inter-yéménite de 1972.
Pour les articles homonymes, voir guerre du Yémen.
 (août 2023).
Si vous disposez d'ouvrages ou d'articles de référence ou si vous connaissez des sites web de qualité traitant du thème abordé ici, merci de compléter l'article en donnant les références utiles à sa vérifiabilité et en les liant à la section « Notes et références ».
Le conflit inter-yéménite de 1979 est un conflit qui a lieu entre la République arabe du Yémen et la République démocratique populaire du Yémen. Il fait suite au conflit inter-yéménite de 1972.

## Conflit[2]
Le 24 février, les forces du Yémen du Nord et de la Yémen du Sud ont commencé à échanger des tirs sur leur frontière commune. Les forces du Yémen du Nord, dirigées par des officiers radicaux de l’armée, ont traversé la frontière vers le Yémen du Sud et ont attaqué un certain nombre de villages. Le Yémen du Sud, avec le soutien de l’Union soviétique, de Cuba et de l’Allemagne de l’Est, a répondu en envahissant le nord en utilisant 3 divisions régulières et un régiment de la Force aérienne tactique. Le Yémen du Sud était également soutenu par le Front démocratique national qui était en train de mener sa propre rébellion contre le gouvernement du Yémen du Nord. Dans les 3 jours suivant l’invasion, les forces sud-yéménites numériquement plus petites avaient établi une supériorité aérienne complète sur le théâtre, forçant ainsi les forces terrestres du Yémen du Nord à reculer pour le reste de la guerre.
L’attaque sud-yéménite a eu l’avantage de la surprise et a été menée par un barrage d’artillerie et des groupes de sapeurs, qui ont effectivement pu faire sauter les défenses aériennes et les radars d’alerte avancée et ainsi aider l’armée de l’air à établir sa supériorité aérienne en quelques jours sur une grande partie des gouvernorats de Ta'izz et de Ad Dali' et certaines parties du gouvernorat d’Al Bayda, après avoir pris le dessus sur la faible résistance opposée par un escadron de la Force aérienne de la République arabe du Yémen dans un combat aérien qui a vu la plupart des avions nord-yéménites être abattus. Après l’attaque initiale de l’armée de l’air, une division blindée sud-yéménite composée de chars T-55 et T-62 a mené l’assaut terrestre contre une division blindée nord-yéménite stationnée près de la ville deTaizz, suivie d’une division d’infanterie couverte par une brigade d’artillerie fournissant un appui-feu avec des roquettes BM-21 Grad et des Obusier 130 mm M1954 (M-46). Cela a été rapidement suivi par la destruction par l’armée de l’air sud-yéménite entraînée par les Soviétiques de plusieurs avions de combat et hélicoptères MiG-17 et MiG-21 nord-yéménites au sol dans les aérodromes et les bases aériennes de Dhamar, empêchant ainsi toute possibilité de contre-attaque aérienne du Nord. L’attaque a été coordonnée par le chef adjoint de l’armée de l’air, le brigadier Sa’ad Hesham al Din, anciennement du protectorat d’Aden depuis1959, qui avait suivi une formation de pilote au Royaume-Uni et en Union soviétique de 1969 à 1972. Le brigadier Sa’ad lui-même a dirigé les sorties aériennes, volant dans un Su-22. Le groupe de chasse était dirigé par le colonel Khaled Omar, de l’ALP depuis 1964, qui s’était entraîné en Inde en 1971-73. Il a dirigé les patrouilles aériennes de combat dans un MiG-21. Au sol et dans les airs dans quelques Il-38, les contrôleurs de combat soviétiques dirigeaient le contrôle de tir et l’espace de combat et actionnaient les systèmes d’alerte précoce. La guerre a duré près d’un mois, le Yémen du Nord étant incapable d’envoyer des unités de renfort de Sanaa et Taizzen raison des frappes aériennes constantes du Sud et des patrouilles aériennes agressives frappant les convois de renfort sur des routes de montagne difficiles et sinueuses aussi loin au nord que Dhamar. Bien que les forces du Nord aient largement dépassé en nombre les forces sudistes dans l’ensemble, elles ont été dépassées en nombre et submergées sur le théâtre des opérations dans et autour de Ta'izz et Ad Dali', car une seule division a dû faire face à une attaque de trois divisions ennemies sans aucun renfort ou soutien aérien rapproché en raison des patrouilles aériennes sudistes et des frappes aériennes sur les routes du Nord tout au long du mois. Le 8 mars, l’armée de l’air sud-yéménite a réussi à mener une attaque sur la ville de Sanaa, avec 6 bombardiers Su-22 et 5 chasseurs MiG-21 volant à ciel ouvert, larguant des bombes de 500 livres sur une base d’artillerie et mitraillant le tribunal des juges et la prison centrale, provoquant une panique massive parmi les civils. Les défenses aériennes nord-yéménites opérant le S-75 Dvina ont engagé et réussi à abattre l’un des bombardiers Su-22 et un MiG-21, capturant les pilotes. Un autre raid a lieu le 10 mars a vu 4 MiG-21 et 3 Su-22 sud-yéménites mitrailler une base aérienne et le port maritime près de Hodeidah, coulant un cargo civil égyptien. Avec l’escalade des pertes, les forces du Nord semblant au bord de l’épuisement, et les forces sudistes capturant un large éventail de territoires du Nord et assiégeant les villes de Ta'izz et Al Bayda en deux semaines, et une brigade d’infanterie sud-yéménite parvenant à capturer certaines banlieues de Ta'izz, l'Arabie saoudite et les États-Unis ont envoyé des armes en urgence pour renforcer le gouvernement du Yémen du Nord les 9 et 10 mars. Le 11 mars, les forces nord-yéménites ont tiré 8 missiles 9K52 Luna-M sur une brigade d’infanterie et un bataillon de chars du Yémen du Sud au nord d’Ibb, tuant au moins 100 soldats sud-yéménites. L’introduction de missiles roquettes FROG-7 par le Yémen du Nord a forcé le Yémen du Sud à cesser ses avancées. Le 13 mars, le Yémen du Sud a tiré deux missiles Scud-B  sur Sanaa, détruisant une caserne de la Garde républicaine et tuant 19 soldats et 15 civils. Citant la prétendue agression PDRY soutenue par les Soviétiques contre le YAR et la menace que cela pourrait représenter pour l’Arabie saoudite, alliée des États-Unis, les États-Unis ont considérablement intensifié leur assistance militaire au gouvernement YAR.
Dans ce cadre, les États-Unis ont envoyé 14 avions F-5E au YAR afin de renforcer le gouvernement. Cependant, il n’y avait pas de pilotes YAR formés au pilotage du F-5E Tiger II et, par conséquent, les États-Unis et l’Arabie saoudite se sont arrangés pour envoyer 80 pilotes taïwanais ainsi que du personnel au sol et des unités de défense antiaérienne irakiennes au Yémen du Nord.  Une force opérationnelle de la marine américaine a également été envoyée en mer d’Oman en réponse à l’escalade de la violence.  La guerre a montré la faiblesse et les lacunes de la formation et de l’équipement militaires du Yémen du Nord, et bientôt ses alliés ont commencé un programme agressif de réarmement et d’entraînement pour l’armée YAR afin de lui permettre de retrouver l’équilibre stratégique et la parité avec des forces PDRY mieux entraînées. Les alliés du Yémen du Nord, menés par l’Égypte, l’Irak et l’Arabie saoudite, ont rapidement fourni beaucoup d’aide militaire, d’équipement et de formation afin de combler la pénurie causée par les pertes de la guerre, et en 1983-84, le Nord avait retrouvé ses forces.